# Balcones de Ghoufi
Los Balcones de Ghoufi o el cañón de Ghoufi es un sitio turístico ubicado en el Aurés en Argelia. La aldea de Rhoufi es una aglomeración secundaria de la comuna de Ghassira en la provincia de Batna. Está codificado como monumento de Argelia con el número ID 05-006. Está situado a unos 90 km de la ciudad de Batna.

## Geografía

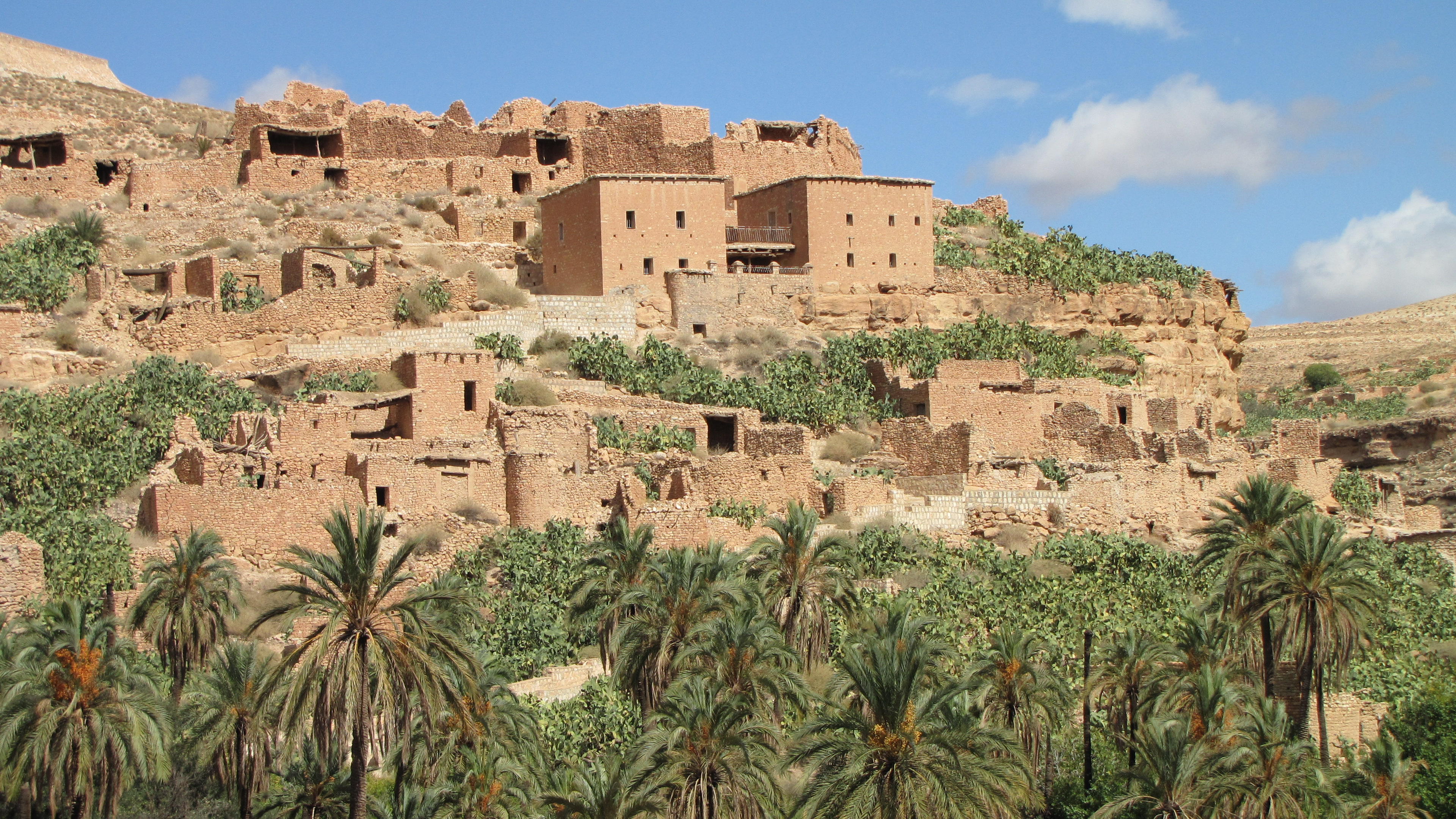
Viviendas en Ghoufi.

Un largo cañón, llamado así por el un curso de agua que cruza todo el país desde Tifelfel hasta M'Chouneche. Tres o cuatro kilómetros a lo largo del curso se encuentran con jardines de árboles frutales y palmeras, dominados por acantilados con una altura de 200 m o más según los lugares. El pueblo de Ghoufi se encuentra al borde de la carretera nacional, en el acantilado norte.
Con vistas al oasis, los balcones de Ghoufi, cortados en cascadas en la roca, hoy hay incorporadas viviendas deshabitadas que datan de cuatro siglos. A la vuelta de cada balcón se encuentra un pueblo en medio del cual se encuentra una taqliath —un edificio de varios pisos que contiene un número de habitaciones igual al número de personas integrantes de una familia, y otras que sirven para almacén de la cosecha y provisiones—. Los pueblos aferrados al acantilado fueron llamados Hitesla, Idharène, Ath Ath Mimoune Yahia Ath Mansour y Taouriret.
La arquitectura es típicamente bereber. Los materiales utilizados son de piedra pulida y se unieron con un mortero local con troncos de palmeras datileras.
Las gargantas de Ghoufi son como las Montañas Rocosas y el Gran Cañón, compuestas por rocas metamórficas y sedimentarias , y un oasis de un tipo de vegetación, con la especificidad única de esta región. Entre sus principales productos agrícolas de frutas se encuentran los higos, uvas, granadas, peras, manzanas, olivas, naranjas, limones, almendras, nueces y membrillos.

## Historia
Los balcones de Ghoufi están en sus flancos formados por un hábitat bereber tradicional en forma de «escalera» y, en sus empinadas paredes, por viviendas troglodíticas. El sitio fue declarado patrimonio nacional de la UNESCO en 1928 y en 2005.

## Galería

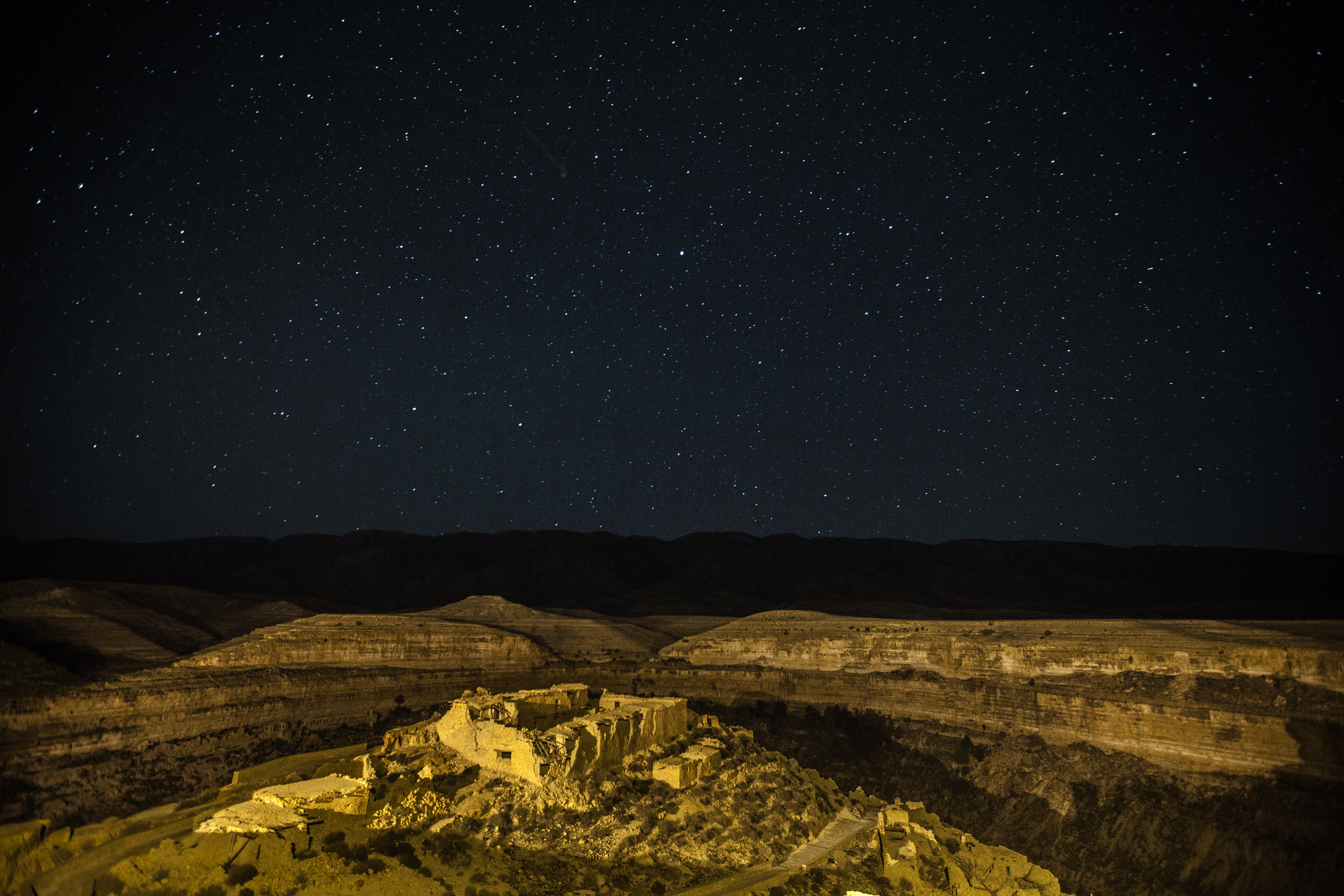
Cañón de Ghoufi, por la noche
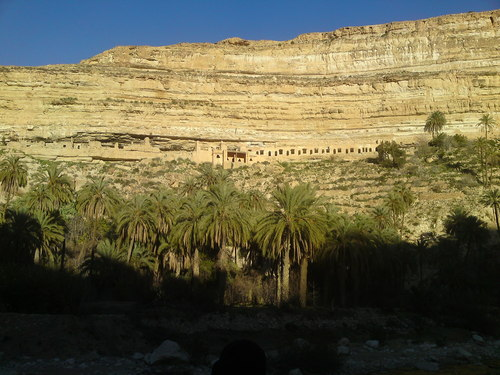
El hotel en el acantilado ahora abandonado
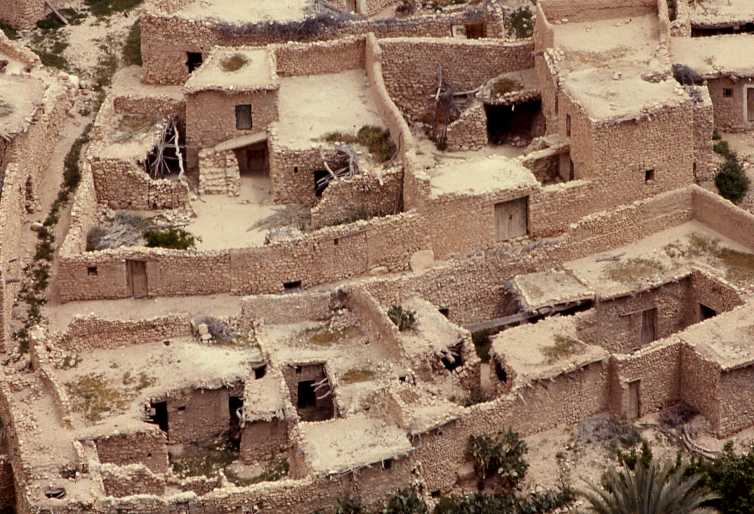
Vista de una aldea bereber
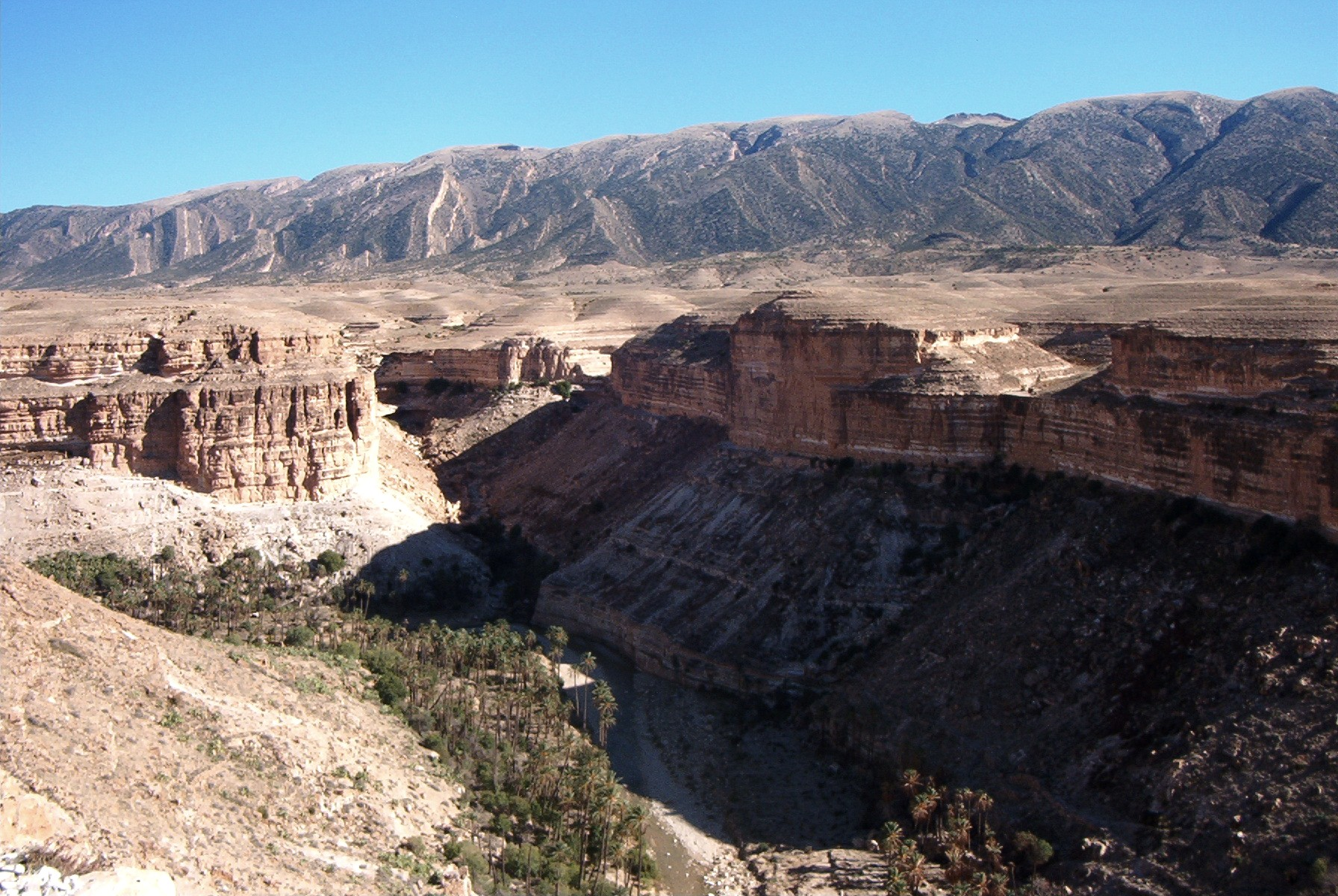
Ghoufi y su palmeral con las estribaciones de los Aurés en la distancia
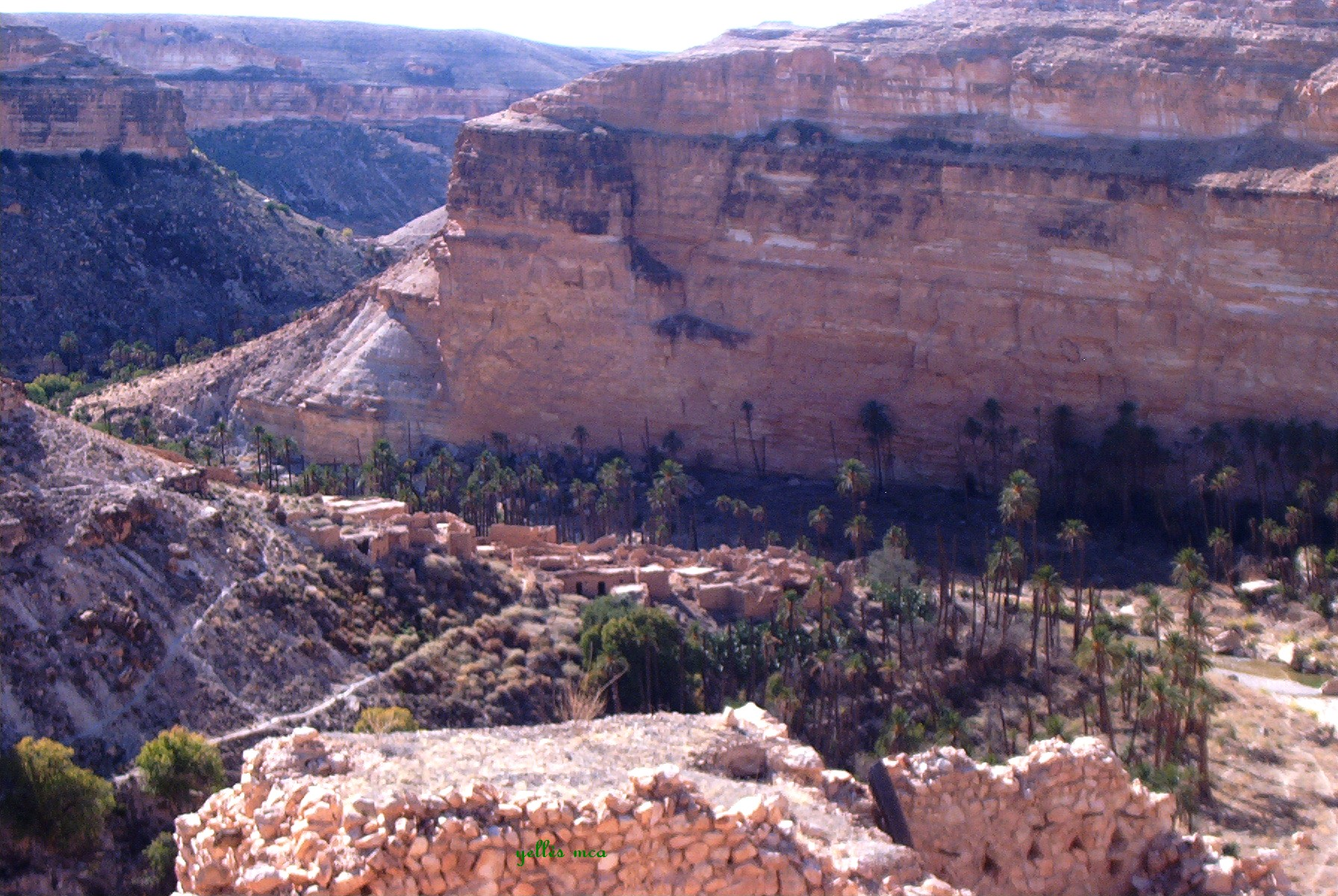
Pueblo bereber, palmeral y acantilado
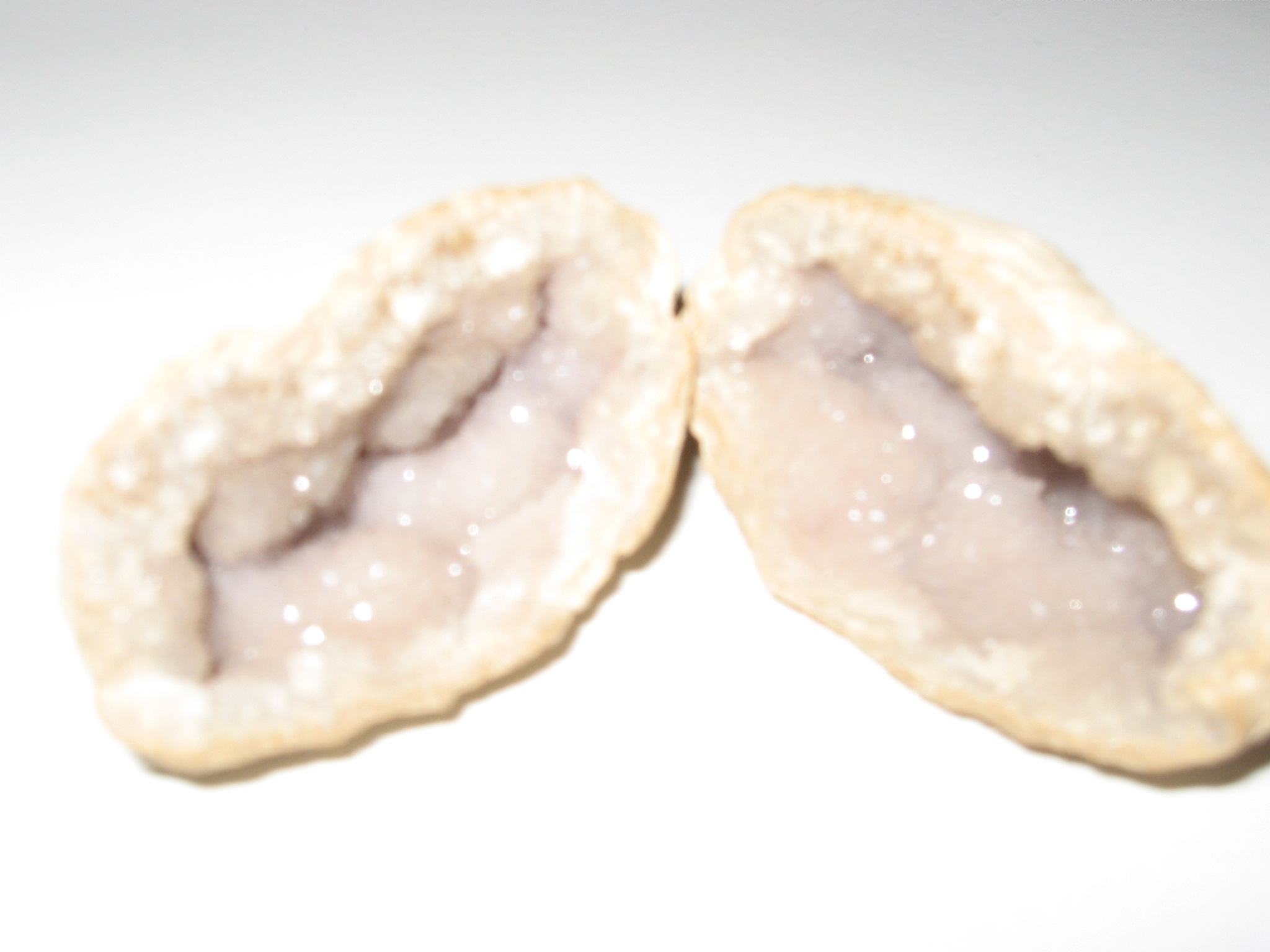
Ghoufi, piedras de cristal
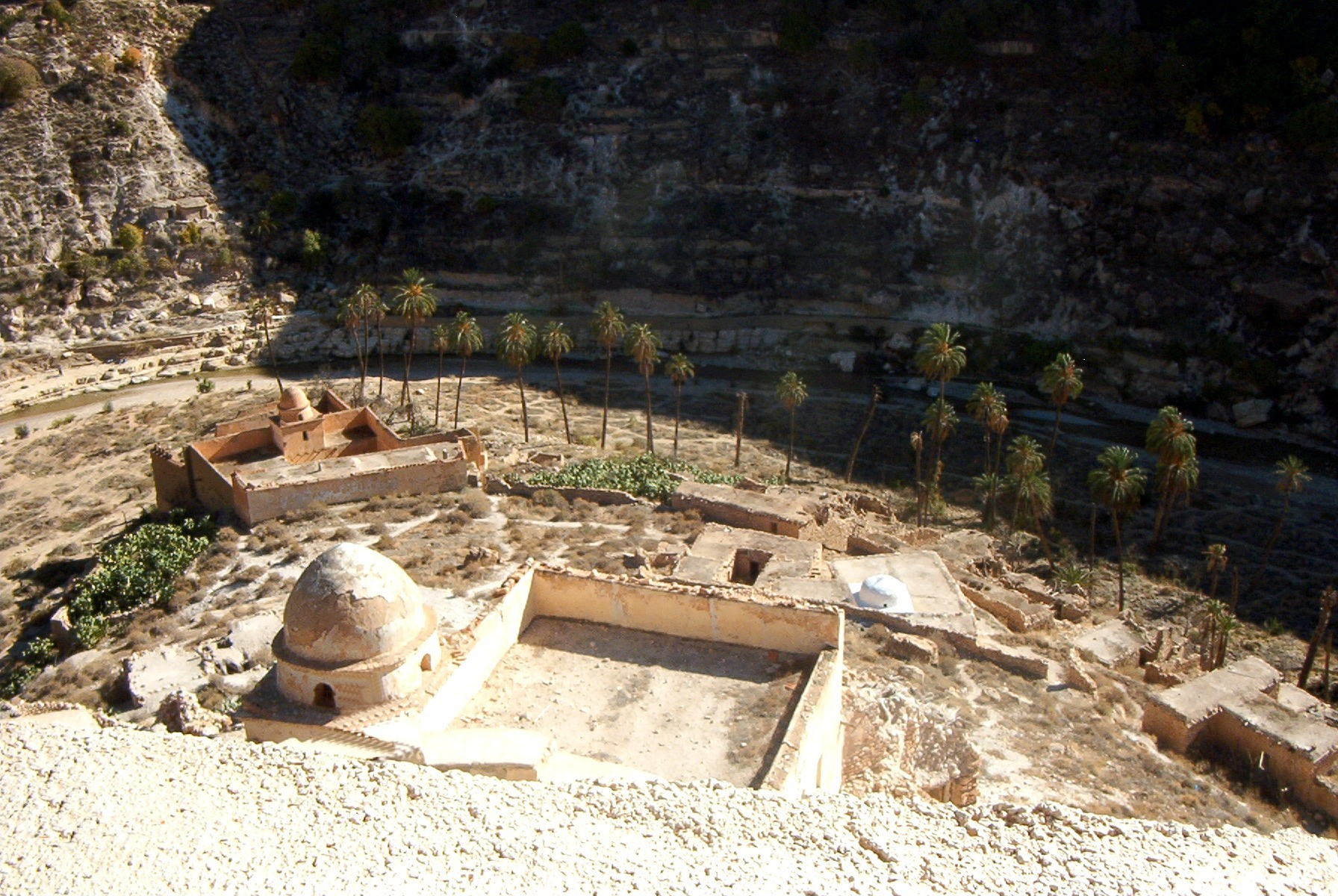
Dar Cheikh Ath Mimoune
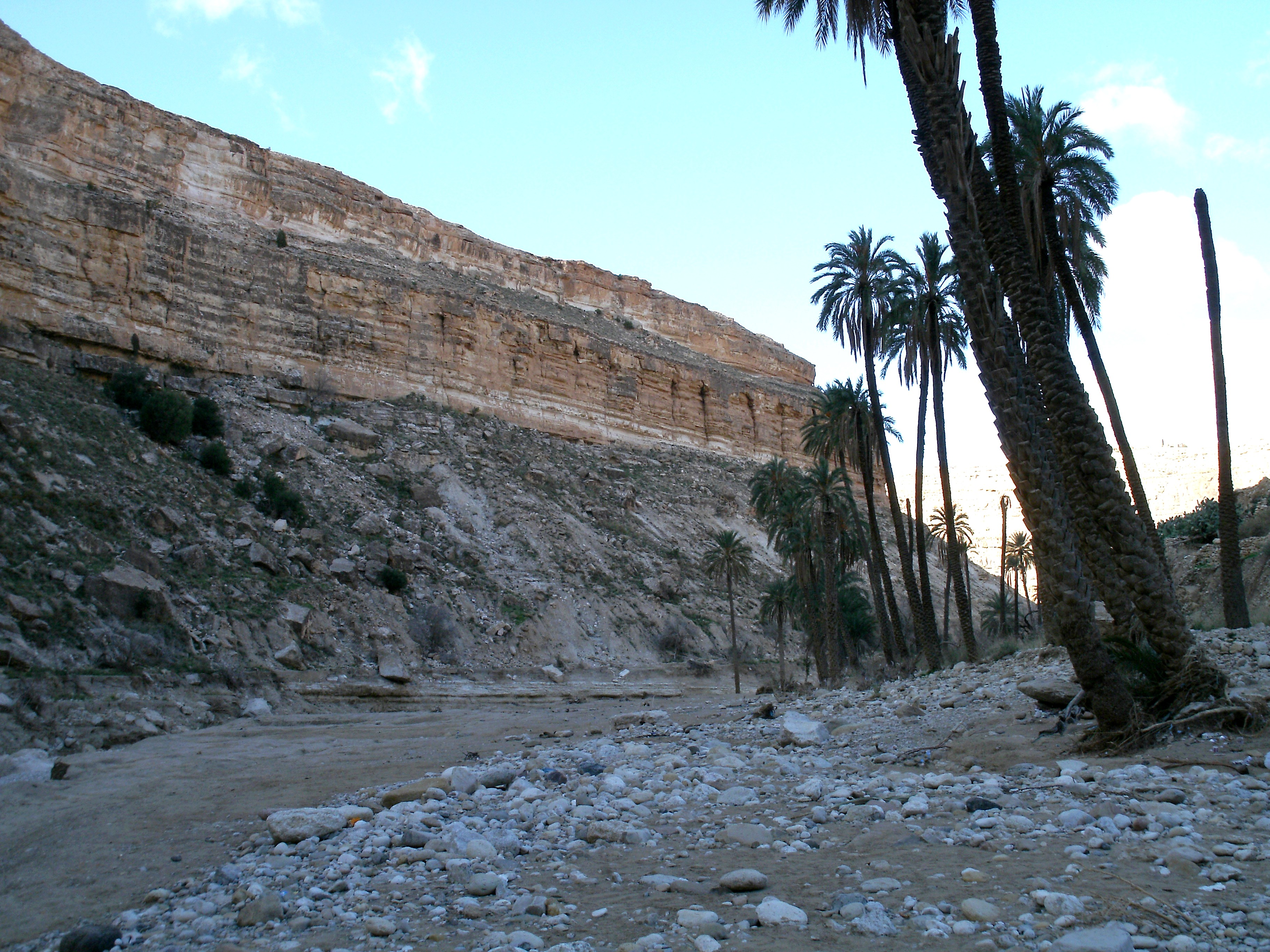
El cañón
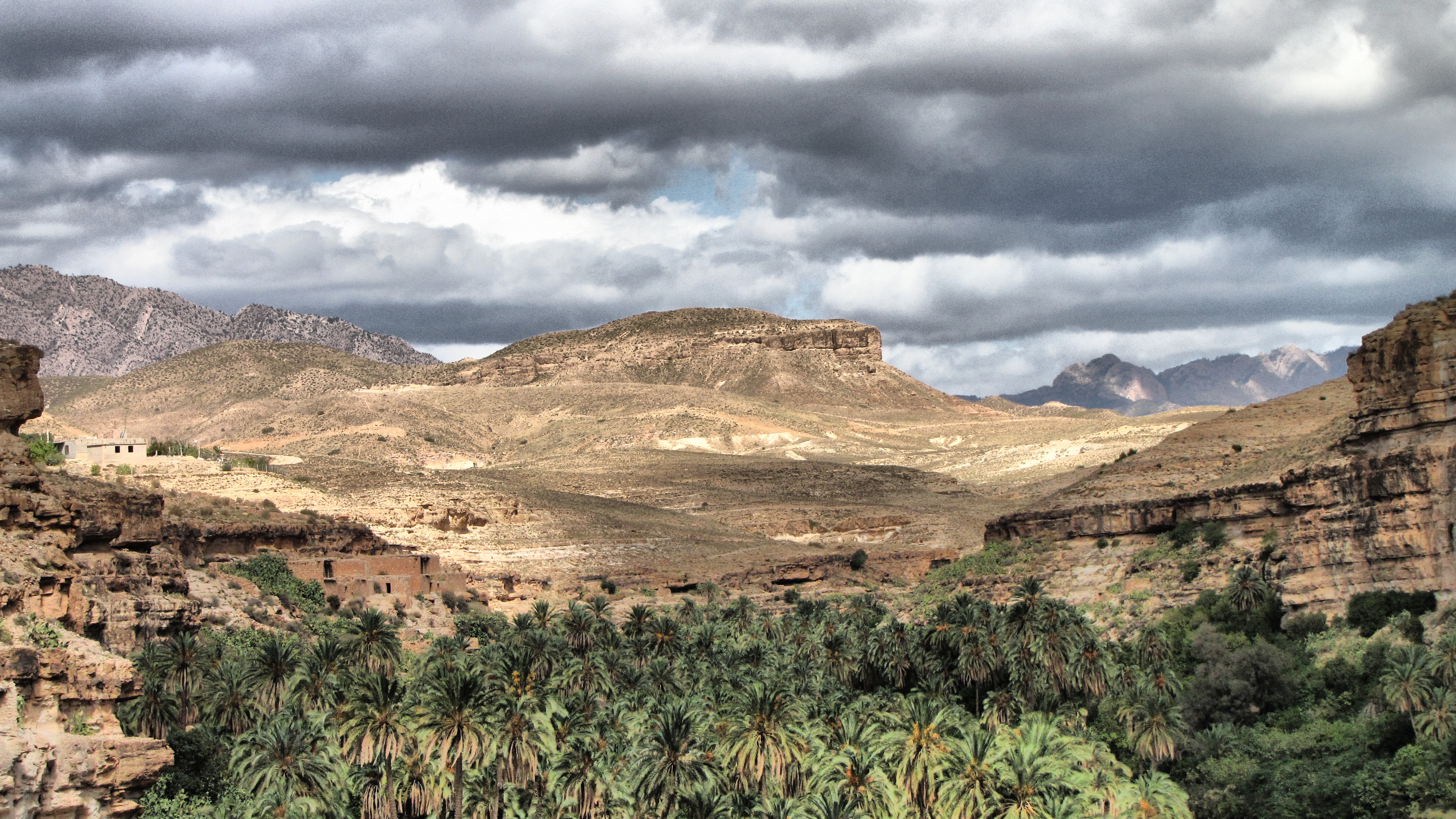
Contexto natural de Ghoufi